# Calvert (Teksas)
Calvert – miasto w Stanach Zjednoczonych, w stanie Teksas, w hrabstwie Robertson.